# HD133428
HD133428 — хімічно пекулярна зоря спектрального класу A0, що має видиму зоряну величину в смузі V приблизно  9,1.
Вона  розташована на відстані близько 1591,0 світлових років від Сонця.

## Пекулярний хімічний склад
Зоряна атмосфера HD133428 має підвищений вміст 
Si
.